# Vlag van Boxmeer

Vlag van Boxmeer (1999-2022)

De vlag van Boxmeer werd op 9 maart 1999 per raadsbesluit door de Noord-Brabantse gemeente Boxmeer aangenomen als de gemeentelijke vlag. Deze kan als volgt worden beschreven:
Rood, met een gele bok, waarvan de hoogte gelijk is aan ¾ van de hoogte van de vlag.
De vlag is gelijk aan het gemeentewapen: een rood veld met daarop een gele bok. In tegenstelling tot bij het wapen staat de bok nu meer aan de broekingzijde, in plaats van in het midden. De bok loopt als het ware naar de vlaggenmast toe en stapt met de linker voorpoot. Het ontwerp is van de Noord Brabantse Commissie voor Wapen en Vlaggenkunde.
Op 1 januari 2022 is de gemeente Boxmeer opgegaan in de gemeente Land van Cuijk, waarmee de vlag als gemeentevlag kwam te vervallen. 

## Voormalige vlag

Vlag van Boxmeer (1972-1999)

Voor deze vlag gebruikte de gemeente een andere vlag. Deze werd op 13 december 1972 per raadsbesluit aangenomen. Deze vlag kan als volgt omschreven worden:
Drie banen, waarvan de hoogten zich verhouden als 1:8:1, rood, geel en blauw, en op het midden het gemeentewapen.
De vlag heeft een rood veld met aan de boven- en onderzijde een rode baan. In het gele veld staat het wapen dat tussen 1962 en 1998 gebruikt werd.

## Verwante afbeeldingen

Het wapen van Boxmeer
Het wapen van de gemeente Boxmeer (1962-1998)

Aalburg 
· Aarle-Rixtel 
· Alphen en Riel 
· Bakel en Milheeze 
· Beek en Donk 
· Beers 
· Berghem 
· Berkel-Enschot 
· Berlicum 
· Bladel en Netersel 
· Borkel en Schaft 
· Boxmeer 
· Budel 
· Chaam 
· Cuijk 
· Cuijk en Sint Agatha 
· Den Dungen 
· Diessen 
· Dinteloord en Prinsenland 
· Drunen 
· Dussen 
· Engelen 
· Erp 
· Esch 
· Escharen 
· Fijnaart en Heijningen 
· Geffen 
· Geldrop 
· Gemert 
· Giessen 
· Ginneken en Bavel 
· Grave 
· 's Gravenmoer 
· Haaren 
· Halsteren 
· Haps 
· Heesch 
· Heeswijk-Dinther 
· Heeze 
· Helvoirt 
· Hoeven 
· Hooge en Lage Mierde 
· Hooge en Lage Zwaluwe 
· Hoogeloon, Hapert en Casteren 
· Huijbergen 
· Klundert 
· Landerd 
· Leende 
· Liempde 
· Lieshout 
· Lith 
· Luyksgestel 
· Maarheeze 
· Maasdonk 
· Made en Drimmelen 
· Megen, Haren en Macharen 
· Mierlo 
· Mill en Sint Hubert 
· Moergestel 
· Nieuw-Ginneken 
· Nieuw-Vossemeer 
· Nistelrode 
· Nuland 
· Oeffelt 
· Oost-, West- en Middelbeers 
· Oploo, Sint Anthonis en Ledeacker 
· Ossendrecht 
· Oud en Nieuw Gastel 
· Oudenbosch 
· Prinsenbeek 
· Putte 
· Raamsdonk 
· Ravenstein 
· Reusel 
· Riethoven 
· Rijsbergen 
· Rijswijk 
· Roosendaal en Nispen 
· Rosmalen 
· Schaijk 
· Schijndel 
· Sint Anthonis 
· Sint-Oedenrode 
· Sprang-Capelle 
· Standdaarbuiten 
· Terheijden 
· Teteringen 
· Uden 
· Udenhout 
· Veghel
· Vessem, Wintelre en Knegsel 
· Vierlingsbeek 
· Vlijmen 
· Wanroij 
· Waspik 
· Werkendam 
· Westerhoven 
· Willemstad 
· Woudrichem 
· Wouw 
· Zeeland 
· Zevenbergen